# King of the Cowboys
King of the Cowboys è un film del 1943 diretto da Joseph Kane.
È un film western statunitense con Roy Rogers, Smiley Burnette e i Sons of the Pioneers. È ambientato in Texas durante la seconda guerra mondiale.

## Produzione
Il film, diretto da Joseph Kane su una sceneggiatura di Olive Cooper e J. Benton Cheney con il soggetto di Hal Long, fu prodotto da Harry Grey, come produttore associato, per la Republic Pictures e girato nei Republic Studios a Hollywood in California (le scene del ponte preso di mira dai sabotatori furono girate a Santa Barbara). Il titolo di lavorazione fu Starlight on the Trail.

## Colonna sonora
- I'm an Old Cowhand - scritta da Johnny Mercer, cantata da Roy Rogers
- Ride 'Em, Cowboy - scritta da Tim Spencer e Roy Rogers, cantata da Roy Rogers, Smiley Burnette e dai Sons of the Pioneers
- Biscuit Blues - scritta da Bob Nolan, cantata dai the Sons of the Pioneers
- A Gay Ranchero - composta da Juan José Espinosa con testo in inglese di Abe Tuvim e Francia Luban, cantata da Roy Rogers
- Roll Along Prairie Moon - scritta da Ted Fio Rito, Harry MacPherson e Albert von Tilzer, cantata da Roy Rogers
- They Cut Down the Old Pine Tree - scritta da Billy Hill, cantata dai the Sons of the Pioneers
- Red River Valley  -  cantata dai Sons of the Pioneers
- Ride, Ranger, Ride - scritta da Tim Spencer, cantata da Roy Rogers e dai Sons of the Pioneers
- Roses From the South - scritta da Johann Strauss

## Distribuzione
Il film fu distribuito negli Stati Uniti dal 9 aprile 1943 al cinema dalla Republic Pictures.
Altre distribuzioni:
- in Portogallo il 4 agosto 1947 (O Rei dos Cow-Boys)
- in Brasile (Missão Perigosa)

## Promozione
La tagline è: "It's World War II and saboteurs are menacing Texas. Only singing cowboy Roy Rogers and his wonder horse Trigger can save the day!".